# 按察使 (日本)
按察使（あぜち）は、奈良時代の日本で設置された地方行政を監督する官職。令外官である。のちには、明治政府によって設置された地方政治を監督する官名としても用いられた。

## 律令制の按察使
按察使（あぜち）は、地方行政を監督する令外官。数か国の国守の内から1名を選任し、その管内における国司の行政の監察を行った。
唐の景龍3年（709年）に地方監察を目的として十道それぞれに常駐官として設置された同名の制度をモデルとして、奈良時代の養老3年（719年）に設置された。平安時代以降は陸奥国・出羽国の按察使だけを残して、他は大納言・中納言・参議などとの兼任となり実態がなくなった。後には納言・参議との兼任は当人の極官としての意味合いも持つようになったという。

### 初めて任命された按察使
奈良時代初頭の養老3年（719年）7月13日に以下の11名の国司が初めて按察使に任命された（『続日本紀』）。
1. 門部王（従五位上 伊勢守）は、伊賀・志摩の2か国を管轄
2. 大伴山守（正五位上 遠江守）は、駿河・伊豆・甲斐の3か国を管轄
3. 藤原宇合（正五位上常陸守）は、安房・上総・下総の3か国を管轄
4. 笠麻呂（従四位上 美濃守）は、尾張・三河・信濃の3か国を管轄
5. 多治比縣守（正四位下 武蔵守）は、相模・上野・下野の3か国を管轄
6. 多治比広成（正五位下 越前守）は、能登・越中・越後の3か国を管轄
7. 小野馬養（正五位下 丹波守）は、丹後・但馬・因幡の3か国を管轄
8. 息長臣足（[従五位下 出雲守）は、伯耆・石見の2か国を管轄
9. 鴨吉備麻呂（従四位下 播磨守）は、備前・美作・備中・淡路の4か国を管轄
10. 高安王（従五位上 伊予守）は、阿波・讃岐・土佐の3か国を管轄
11. 大伴宿奈麻呂（正五位下 備後守）は、安芸・周防の2か国を管轄

管轄地域を巡回し治安維持することが按察使の主務であったため賊等の矛先が向けられることもあり、養老4年（720年）夏には陸奥国按察使の上毛野広人が殺害される事件が発生、朝廷はただちに、東国である相模国・上野国及び下野国の按察使を歴任し、武蔵国守の経験があった播磨国按察使の多治比縣守を持節征夷将軍に任じて下毛野石代を副将軍に、また阿倍駿河を持節鎮狄将軍に据えてこれを鎮圧した。
按察使は地方に巡行・滞在して諸州を監察する仕組みであったが、地方行政の上位区分である「道」を地域ごとに編成していた唐と異なり、畿内から放射状に「道」を編成していた日本ではその仕組をそのまま導入できなかったために五畿七道の枠を無視した所管領域を編成せざるを得ず、中央集権的な制度として成立した五畿七道制に基づく行政と地方分権的な要素を持つ按察使の監察の両立が難しかったのではないか、とする推測がある。

## 明治政府の按察使
明治政府における按察使は、地方政治を監督する官である。
1869年（明治2年）政府の官制を律令制にならって改定した際に設置された。官職には長官・次官・正判官・権判官を置いた。三陸（陸前・陸中・陸奥）、両羽（羽前・羽後）、磐城按察使府、越後按察使府が置かれただけで実際に活動することはなく、翌1870年（明治3年）10月に廃止された。

## 関連文献
- 陸薈「按察使の成立と発展に関する一考察」『東アジア文化研究』第7号、國學院大學大学院文学研究科、2022年2月、doi:10.57529/00001636、ISSN 2423-8422。
- 関口功一「(第2部第4章) 初期の「按察使」の役割」『古代「東国」の史的位置』（博士（歴史学）論文）専修大学大学院、2014年3月、270-289頁。 NAID 500000924976。学位授与番号: 乙第64号。
- 坂元義種「按察使制の研究 : 成立事情と職掌・待遇を中心に」『ヒストリア』第44・45号、大阪歴史学会、1966年6月、ISSN 0439-2787、NDLJP:12533434。
- 今泉隆雄「按察使制度の一考察」『古代国家の地方支配と東北』所収、吉川弘文館、2018年。ISBN 978-4-642-04641-1。 ※初出:『国史談話会雑誌』第13号、東北大学国史談話会、1969年11月。ISSN 0288-6723。
- 田中孝治「我国監査の起源に関する一考察」（pdf）『経営総合科学』第97号、愛知大学経営総合科学研究所、2012年2月、14-17頁、ISSN 0916-6432。 ※「(3.2) 検税使以外の地方行政監督機関について」参照。pdf配布元は愛知大学経営総合科学研究所ウェブサイト。